# The Disappearance of Adalia
The Disappearance of Adalia a Madina Lake első demo cd-je.

## Számok
1. House of Cards
2. One Last Kiss
3. Here I Stand
4. Adalia
5. Escape From Here
6. Pecadillos